# La Catastrophe imminente et les moyens de la conjurer
 (février 2018).
Si vous disposez d'ouvrages ou d'articles de référence ou si vous connaissez des sites web de qualité traitant du thème abordé ici, merci de compléter l'article en donnant les références utiles à sa vérifiabilité et en les liant à la section « Notes et références ».
La Catastrophe imminente et les moyens de la conjurer est une brochure de Lénine publiée entre le 10 et le 14 septembre 1917, soit un mois avant la révolution d'Octobre. Dans cette brochure, Lénine détaille des revendications transitoires face à l’effondrement de l’influence des mencheviks et des socialistes-révolutionnaires entre septembre et octobre 1917.

## Propositions
« Nous verrons qu'il aurait suffi à un gouvernement intitulé démocratique révolutionnaire autrement que par dérision de décréter (d'ordonner, de prescrire), dès la première semaine de son existence, l'application des principales mesures de contrôle, d'établir des sanctions sérieuses, des sanctions d'importance, contre les capitalistes qui essaient de se soustraire frauduleusement à ce contrôle, et d'inviter la population à surveiller elle-même les capitalistes, à veiller à ce qu'ils se conforment scrupuleusement aux décisions sur le contrôle, pour que celui-ci soit depuis longtemps appliqué en Russie.
 Ces principales mesures sont :
- La fusion de toutes les banques en une seule dont les opérations seraient contrôlées par l'État, ou la nationalisation des banques.
- La nationalisation des syndicats capitalistes, c'est-à-dire des, groupements monopolistes capitalistes les plus importants (syndicats du sucre, du pétrole, de la houille, de la métallurgie, etc.).
- La suppression du secret commercial.
- La cartellisation forcée, c'est-à-dire l'obligation pour tous les industriels, commerçants, patrons en général, de se grouper en cartels ou syndicats.
- Le groupement obligatoire ou l'encouragement au groupement de la population en sociétés de consommation, et un contrôle exercé sur ce groupement. »